# Peter Riegel
Peter Riegel (* 30. Januar 1935; † 28. Mai 2018) war ein US-amerikanischer Ingenieur und bekannt für die Entwicklung einer Formel, mit welcher die Laufzeit einer Laufstrecke vorausgesagt werden kann. Die Riegel-Formel wird im Ausdauersport häufig verwendet und ist aufgrund ihrer Einfachheit und Genauigkeit beliebt.

## Voraussage der Laufzeit
Laut seiner Veröffentlichung im Magazin "Runners World" (1977) lautet die Riegel-Formel
{\displaystyle T_{2}=T_{1}\cdot (D_{2}:D_{1})^{k}}
Dabei sind:
| {\displaystyle T_{2}}: | zu erwartende Zeit für die Strecke {\displaystyle D_{2}}      |
| {\displaystyle T_{1}}: | Zeit, die für die Strecke {\displaystyle D_{1}} benötigt wird |
| {\displaystyle D_{2}}: | Strecke, für die man die benötigte Zeit voraussagen möchte    |
| {\displaystyle D_{1}}: | Strecke, für die die Zeit {\displaystyle T_{1}} benötigt wird |
| {\displaystyle k}:     | Ermüdungsfaktor, üblicherweise mit dem Wert 1,06 angenommen   |
Laut einem Artikel von Riegel im American Scientist gilt die Formel für Laufzeiten zwischen dreieinhalb und 230 Minuten, und zwar für verschiedene Ausdauer-Tätigkeiten wie Laufen, Schwimmen und Gehen.
Beispiel:
Die Weltrekordzeit für 5.000 Meter beträgt derzeit (Juni 2017) 12:37,35 Minuten, das sind 757,58 Sekunden. Die zu erwartende Zeit für 10.000 Meter beträgt nach der Riegel-Formel daher
{\displaystyle T_{10000}=757{,}58\ s\cdot (10000\ m:5000\ m)^{1{,}06}=1579{,}51\ \mathrm {Sekunden\ oder} \ 26\colon 19{,}31\ \mathrm {Minuten} .}

Der tatsächliche Wert des aktuellen Weltrekords beträgt 26:17,53 Minuten, die Abweichung beträgt somit nur rund 0,1 Prozent. Die Anwendung der Formel auf andere Strecken liefert ähnlich gute Werte.

## Karriere
Riegel schloss 1959 ein Maschinenbau-Studium an der Purdue University mit dem Bachelor-Grad ab und erhielt den Mastergrad von der Universität von Villanova im Jahre 1966. Er war im Battelle-Institut in Columbus (Ohio) tätig, wo er an Geräten für das Tiefsee-Tauchen und am Luftstrom in Kohlenminen arbeitete. Er publizierte zahlreiche Artikel über Abwasser-Reinigung, Tauchgeräte, Motorräder und Langstreckenläufe.